# 藤森加奈子
藤森 加奈子（ふじもり かなこ、1975年12月25日 - ）は、日本の元AV女優・元ストリッパー。

## 略歴・人物
1995年に『あなたとやりたい』でAVデビュー。
1997年12月1日に浅草ロック座でストリップデビュー。
AV女優の矢沢ようこは実妹（異母）で、AVの他にストリップや写真集などで共演し話題となった。また、矢沢が一時期レギュラー出演していたテレビ番組『ギルガメッシュないと』に1度だけ姉妹で出演した。
現在はAVもストリップも引退している。

## 出演作品

### アダルトビデオ
1995年
- あなたとやりたい（2月3日、アリスJAPAN）※デビュー作
- こらえきれないイイ気持ち（3月3日、アリスJAPAN）
- ただれた姦係（4月7日、アリスJAPAN）
- 不倫願望 むさぼるように愛されたい（5月31日、エイトマン）共演:浅倉舞、北原梨奈 全3名
- 調教レズビアン天使（8月18日 、笠倉出版社）共演:西宮愛
- 女教師CLUB 7（9月30日、宇宙企画）他出演:藤井なぎさ、水谷弥生、入江香保子、水城久美子

1996年
- あなたともっとやりたい 乙女たちのデビュースペシャル 森尾ひとみ 栗田もも 藤森加奈子 愛川ゆい 森口海砂（3月29日、アリスJAPAN）※「あなたとやりたい」の総集編
- 愛しの令嬢 かな子（5月30日、アイビック） ※「藤森かな子」名義
- 女子大生 ボディーレクチャー（6月30日、アイビック） ※「藤森かな子」名義

1997年
- ザ・性春 Part 3（5月23日、アリスJAPAN）
- The Sexy ONANIE 12（6月5日、クリスタル映像）他出演:岡本樹里、加藤紀子、松波ちひろ、西沢真奈、牧原沙織、三里あきら、沢井まどか、本城絵美、芳本まりあ 全10名
- 超アドニス ヴィーナスの微笑（9月15日、アイビック）全6名 ※「藤森かな子」名義
- 姉妹 [あねいもうと]（11月14日、アリスJAPAN）共演:矢沢ようこ

1998年
- 淫乱女教師 夜の性職者（イメージボックス NX-005）

1999年
- 被虐の女戦士 3 絶叫編（9月24日、シネマジック）共演:矢沢ようこ、雨宮琴 全3名
- 被虐の女戦士 4 復讐編（10月22日、シネマジック）共演:矢沢ようこ
- 縛られた美麗愛奴（11月18日、アヴァ）

2000年
- BONDAGE BATTLE 被虐の女戦士 2 矢沢ようこ 藤森加奈子 雨宮琴（3月24日、シネマジック）全3名
- TOKYO裏道デート（5月30日、ロイヤル・アート）
- お姉さんとしよう（7月5日、フリービジョン）他出演:野口まり ほか 全3名
- 姉さんガマンできない 16（9月14日、シャイ企画）
- ソフト・オン・デマンドおかげさまで5周年記念特選作品集 女優編（12月15日、SODクリエイト）全39名

2001年
- 痴女 1 藤森加奈子（1月17日、SODクリエイト）
- TOKYO裏道デート SPECIAL 2 相原涼 藤森加奈子 藤森かおり（3月15日、ロイヤル・アート）全3名
- アイドルシャワー 4（3月15日、SODクリエイト）
- 「痴」女シリーズ 第1巻 池野瞳 藤森加奈子（8月9日、SODクリエイト）
- 痴女 藤森加奈子 矢沢ようこ 池乃内るり（9月1日、ドリームチケット）全3名
- アイドルシャワーシリーズ 第3巻 森村ハニー 藤森加奈子（9月7日、SODクリエイト）
- ナースコール♥ （10月1日、ドリームチケット）他出演:音咲絢、広末奈緒 全3名
- 「脚フェチ極楽図鑑」（10月6日、ハムレット）共演:矢沢ようこ ほか 全5名
- Vip Shower 2（12月7日、ワープエンタテインメント）共演:光月夜也、井上千尋 全3名

2002年
- いろんな意味でナマな女。（3月13日、ドリームチケット）他出演:宝来みゆき、葉山みづき 全3名
- 溜池ゴローのお姉様ファイル 4 藤森加奈子（4月6日、ドグマ）
- 溜池ゴローのお姉様ファイル 藤森加奈子（25歳） 松葉まどか（26歳）（5月2日、ドグマ）
- Platinum Ticket 1 藤森加奈子（6月5日、ドリームチケット）
- クライマックスダイジェスト 狂い泣く愛奴たち'02-1（7月12日、アートビデオ）全14名
- ヒップコラボレーション 藤森加奈子 池野瞳（10月25日、心交社）
- 若妻の匂い 65（12月22日、光夜蝶）

2003年
- FACE お姉様セレクション 01 光月夜也 藤森加奈子 冴羽礼花（1月10日、アウダースジャパン）全3名
- 藤森加奈子の表に出せないビデオ（2月21日、エイチ・エス映像）
- THE BEST 放課後ノ女教師special 2（3月20日、ワープエンタテインメント）全13名
- 株式会社セクハラオフィス（5月21日、ワープエンタテインメント）全13名
- オナニーでイキまくる22人の淫乱女たち（8月3日、SODクリエイト）全22名
- 大菩薩峠 淫乱幻想姉妹 娼館 矢沢ようこ・藤森加奈子（9月26日、ケイ・エム・プロデュース）

2004年
- 露出 SCRAMBLE 公然猥褻スペシャル!! （2月18日、ワープエンタテインメント）全12名
- ノーカット4時間！！ 藤森加奈子（8月13日、アリスJAPAN）※「姉妹」「あなたとやりたい」「こらえきれないイイ気持ち」「ただれた姦係」を収録

2005年
- THE 看護婦スペシャル（2月10日、ドリームチケット）全15名
- 被虐の女戦士 SP（5月20日、シネマジック）全13名

2010年
- 復刻 姉妹 矢沢ようこ・藤森加奈子（5月14日、アリスJAPAN）

2013年
- 被虐の女戦士 ザ・ベスト（6月1日、シネマジック）全15名

発売日不明
- FACE 06（アウダースジャパン FA-006）VHS
- FAKE 14（アウダースジャパン FAK-014）VHS
- スペルマクイーン（クイーン企画 SQ-10）VHS
- ミューズ（MUSE MZ-05）VHS
- 大満足 藤森加奈子（? DM-04）VHS
- マダムいやん 参番（Zam MI-03）VHS
- 悪女になりたいの　これから私何んでもしちゃう（リキ映像 KC-01）VHS

他

### アダルトビデオ（無修正）
- AV Idols 2-IN-1（2002年5月19日、AVアイドルクラブ）全7名
- Solud Vol.5（2003年4月10日、ソルード）全5名
- エキサイト バニー Vol.10 見つめて、犯して・・・ 藤森加奈子（2004年7月19日、AV ボックス）
- スキャンダラス 若林樹里 藤森加奈子（2006年1月11日、YUZU）

### イメージビデオ
- 静かな視線　（ ? 、マスコット）

### オリジナルビデオ
- 銭牝（2001年10月26日、NAC VIDEO）監督:柴田敏行 [2]

### 成人映画
- すけべ教師 引き抜く快感!（1997年8月28日、エクセスフィルム）監督:浜野佐知
- 義母と高校教師 息子の眼の前で（1997年12月26日、エクセスフィルム）監督:大門通

### テレビ番組
- ギルガメッシュないと（1997年、テレビ東京）

### ゲーム
- お嬢様を狙え！！（1998年7月23日、クリスタルビジョン、セガサターン）杉浦沙代（声） 役

## 書籍

### 写真集
- 超実物大 野川イサム写真集（1998年1月5日、ブックマン社） - 撮影:野川イサム 全33名 ISBN 9784893083364
- ザ・ストリッパー 舞姫伝説50人 桜樹ルイ・憂木瞳・村上麗奈・細川百合子・河合美奈・藤森加奈子 他 全50名（2000年4月10日、双葉社）撮影:原芳市 ISBN 9784575290820
- コスプレシスターズ 藤森加奈子 矢沢ようこ（2000年4月5日、心交社） - 撮影:中村隆行 ISBN 9784883024643
- ミニスカマニア 愛蔵版!! VOL.4 脚線美ギャルの超絶特写!! 川上みく 藤森加奈子 香取さやか（?、海王社）

### 雑誌
- BOYES・30（1995年5月20日、英知出版）
- URECCO 1995年7月号、9月号（ミリオン出版）
- パンストCOLLECTION VOL.3（1996年7月15日、大洋書房）
- 隷姫 [REI HIME]（2000年8月15日、司書房）
- 落妖（2002年2月25日、司書房）